# Індіана Джонс (франшиза)

Індіана Джонс, кадр з фільму «У пошуках втраченого ковчега»

Франшиза «Індіана Джонс» — американська медіафраншиза, заснована на пригодах доктора Генрі «Індіани» Джонса-молодшого, вигаданого археолога, шукача пригод та авантюриста.
Вона була заснована в 1981 році фільмом «Індіана Джонс: У пошуках втраченого ковчега». Приквел «Індіана Джонс і Храм Долі» вийшов у 1984 році, а хронологічне продовження «Індіана Джонс і останній хрестовий похід» було випущено в 1989 році. Четвертий фільм «Індіана Джонс і Королівство кришталевого черепа» вийшов у прокат в 2008 році, і був останнім фільмом у серії від Paramount Pictures. Серію заснував Джордж Лукас; роль Індіани грав Гаррісон Форд, режисером став Стівен Спілберг. The Walt Disney Company володіє інтелектуальною власністю на франшизу «Індіана Джонс» з моменту його придбання Lucasfilm у в 2012 році. П'ятий фільм планується до виходу в липні 2020 року.
Також у франшизі є телесеріал «Хроніки молодого Індіани Джонса» 1992 року та низка романів, коміксів і відеоігор.

## Склад франшизи

### Фільми
| № | Назва                                             | Оригінальна назва                                  | Рік  | Актор головної ролі | Дата виходу          | Кошторис     | Касові збори       |
| 1 | «Індіана Джонс: У пошуках втраченого ковчега»     | Raiders of the Lost Ark                            | 1981 | Гаррісон Форд       | 12 червня 1981 (США) | 18 млн. $    | 384 140 454 $      |
| 2 | «Індіана Джонс і Храм Долі»                       | Indiana Jones and the Temple of Doom               | 1984 | Гаррісон Форд       | 23 травня 1984 (США) | 28.17 млн. $ | 333,107,271 млн. $ |
| 3 | «Індіана Джонс і останній хрестовий похід»        | Indiana Jones and the Last Crusade                 | 1989 | Гаррісон Форд       | 24 травня 1989 (США) | 48 млн. $    | 474.2 млн. $       |
| 4 | «Індіана Джонс і Королівство кришталевого черепа» | Indiana Jones and the Kingdom of the Crystal Skull | 2008 | Гаррісон Форд       | 22 травня 2008 (США) | 185 млн. $   | 786,6 млн. $       |
| 5 | Індіана Джонс і реліквія долі                     |                                                    | 2023 | Гаррісон Форд       | 30 червня 2023 (США) |              |                    |

### Телесеріали
| № | Назва                             | Оригінальна назва                  | Рік  | Актор головної ролі                             | Період трансляції              |
| 1 | «Хроніки молодого Індіани Джонса» | The Young Indiana Jones Chronicles | 1992 | Гаррісон Форд, Корі Керріер, Шон Патрік Фленері | 4 березня 1992 — 16 червня1996 |

### Романи
Основні романи про Індіану Джонса:
- Хроніки молодого Індіани Джонса (англ. The Young Indiana Jones Chronicles)
  - Молодий Індіана Джонс і Гробниця Жаху (англ. Young Indiana Jonts and the Tomb of Terror, 1990). Автор: Ліс Мартін
  - Молодий Індіана Джонс і таємне місто (англ. Young Indiana Jones and the Secret City, 1990). Автор: Ліс Мартін
  - Молодий Індіана Джонс і Коло Смерті (англ. Young Indiana Jones and the Circle of Death, 1990). Автор: Вільям Маккей
  - Молодий Індіана Джонс і принцеса в біді (англ. Young Indiana Jones and the Princess of Peril, 1991). Автор: Ліс Мартін
  - Молодий Індіана Джонс і циганська помста (англ. Young Indiana Yones and the Gypsy Revenge, 1991). Автор: Ліс Мартін
  - Молодий Індіана Джонс і прокляття рубінового хреста (англ. Young Indiana Jones and the Curse of the Ruby Cross,1991). Автор: Вільям МакКей
  - Молодий Індіана Джонс і примарні вершники (англ. Young Indiana Jones and the Ghostly Riders, 1991). Автор: Вільям Маккей
  - Інтрига Мата Харі (англ. The Mata Hari Affair, 1992). Автор: Джеймс Лусено
  - Молодий Індіана Джонс і таємниця загибелі Титаніка (англ. Young Indiana Jones and the Titanic Adventure,1993). Автор: Ліс Мартін
- Шукачі втраченого ковчега (англ. Raiders of the Lost Ark, 1981). Автор: Кемпбелл Блек
- Індіана Джонс і Храм Долі (англ. Indiana Jones and the Temple of Doom, 1984). Автор: Джеймс Кан
- Індіана Джонс і останній хрестовий похід (англ. Indiana Jones and the Last Crusade, 1989). Автор: Роб МакГрегор
- Індіана Джонс і корабель богів (нім. Indiana Jones und das Schiff der Götter, 1990). Автор: Вольфганг Хольбайн
- Індіана Джонс і Пернатий Змій (нім. Indiana Jones und die Gefiederte Schlange, 1990). Автор: Вольфганг Хольбайн
- Індіана Джонс і золото Ельдорадо (нім. Indiana Jones und das Gold von El Dorado, 1991). Автор: Вольфганг Хольбайн
- Індіана Джонс і зниклий народ (нім. Indiana Jones und das verschwundene Volk, 1991). Автор: Вольфганг Хольбайн
- Індіана Джонс і меч Чингісхана (нім. Indiana Jones und das Schwert des Dschingis Khan, 1991). Автор: Вольфганг Хольбайн
- Індіана Джонс і таємниця острова Пасхи (нім. Indiana Jones und das Geheimnis der Osterinsel, 1992). Автор: Вольфганг Хольбайн
- Індіана Джонс і внутрішній світ (англ. Indiana Jones and the Interior World, 1992). Автор: Роб МакГрегор
- Індіана Джонс і спадок єдинорога (англ. Indiana Jones and the Unicorn's Legacy, 1992). Автор: Роб МакГрегор
- Індіана Джонс і лабіринт Гора (англ. Indiana Jones und das Labyrinth des Horus, 1993). Автор: Вольфганг Хольбайн
- Індіана Джонс і небесні пірати (англ. Indiana Jones and the Sky Pirates, 1993). Автор: Мартін Кайдін
- Індіана Джонс і спадок Авалона (англ. Indiana Jones und das Erbe von Avalon, 1994). Автор: Вольфганг Хольбайн
- Індіана Джонс і Біла відьма (англ. Indiana Jones and the White Witch, 1994). Автор: Мартін Кайдін
- Індіана Джонс і філософський камінь (англ. Indiana Jones and the Philosopher's Stone, 1995). Автор: Макс МакКой
- Доктор Джонс проти Третього Рейху (рос. Доктор Джонс против Третьего Рейха, 1996). Автори: Олександр Тюрін, Олександр Щоголев
- Індіана Джонс і яйця динозаврів (англ. Indiana Jones and the Dinosaur Eggs, 1996). Автор: Макс МакКой
- Індіана Джонс і порожниста земля (англ. Indiana Jones and the Hollow Earth, 1997). Автор: Макс МакКой
- Індіана Джонс і таємниця сфінкса (англ. Indiana Jones and the Secret of the Sphinx, 1999). Автор: Макс МакКой
- Індіана Джонс і королівство кришталевого черепа (англ. Indiana Jones and the Kingdom of the Crystal Skull, 2008). Автор: Джеймс Лусено
- Індіана Джонс і королівство кришталевого черепа (англ. Indiana Jones and the Kingdom of the Crystal Skull, 2008). Автор: Джеймс Клеменс
- Індіана Джонс у пошуках втраченого ковчега (англ. Indiana Jones and the Raiders of the Lost Ark, 2008). Автор: Райдер Віндхем
- Індіана Джонс і останній хрестовий похід (англ. Indiana Jones and the Last Crusade, 2008). Автор: Райдер Віндхем
- Індіана Джонс і армія мертвих (англ. Indiana Jones and the Army of the Dead, 2009). Автор: Стів Перрі
- Індіана Джонс і посох королів (англ. Indiana Jones and the Staff of Kings, 2010). Автор: Роб МакГрегор

В тому числі інтерактивні книги:
- Індіана Джонс і прокляття острова Жаху (англ. Indiana Jones and the Curse of Horror Island, 1984). Автор: Роберт Стайн
- Індіана Джонс і втрачені скарби Шеби (англ. Indiana Jones and the Lost Treasure of Sheba, 1984). Автор: Роуз Естес
- Індіана Джонс і велетні Срібної Вежі (англ. Indiana Jones and the Giants of the Silver Tower, 1984). Автор: Роберт Стайн
- Індіана Джонс і Око Мойр (англ. Indiana Jones and the Eye of the Fates,1984). Автор: Річард Венк
- Індіана Джонс і чаша вампіра (англ. Indiana Jones and the Cup of the Vampire, 1984). Автор: Енді Гелфер
- Індіана Джонс і легіон мерців (англ. Indiana Jones and the Legion of Death,1984). Автор: Річард Венк
- Індіана Джонс і секта гробниці мумії (англ. Indiana Jones and the Cult of the Mummy's Crypt, 1985). Автор: Роберт Стайн
- Індіана Джонс і Дракон Помсти (англ. Indiana Jones and the Dragon of Vengeance, 1985). Автор: Меган Стайн і Вільям Стайн
- Індіана Джонс і золото Чингізхана (англ. Indiana Jones and the Gold of Genghis Khan, 1985). Автор: Еллен Вейссс
- Індіана Джонс і раби мавп Острова Криків (англ. Indiana Jones and the Ape Slaves of Howling Island, 1986). Автор: Роберт Стайн
- Індіана Джонс і маска слона (англ. Indiana Jones and the Mask of the Elephant, 1987). Автор: Меган Стайн і Вільям Стайн

### Відеоігри
- Raiders of the Lost Ark (1982, Atari Inc)
- Indiana Jones and the Temple of Doom (1985, Atari Games)
- Indiana Jones in the Lost Kingdom (1985, Mindscape)
- Indiana Jones in Revenge of the Ancients (1987, Mindscape)
- Indiana Jones and the Last Crusade: The Action Game (1989, LucasArts)
- Indiana Jones and the Last Crusade: The Graphic Adventure (1989, LucasArts)
- Indiana Jones and the Last Crusade (1991, Taito)
- Indiana Jones and the Fate of Atlantis (1992, LucasArts)
- Indiana Jones and the Fate of Atlantis: The Action Game (1992)
- The Young Indiana Jones Chronicles (1993, Jaleco)
- Indiana Jones' Greatest Adventures (1994, JVC/LucasArts)
- Instruments of Chaos starring Young Indiana Jones (1994, LucasArts)
- Indiana Jones and His Desktop Adventures (1996, LucasArts)
- Indiana Jones and the Infernal Machine (1999, LucasArts)
- Indiana Jones and the Infernal Machine (2D Version) (2001, LucasArts)
- Indiana Jones and the Emperor's Tomb (2003, LucasArts)
- Lego Indiana Jones: The Original Adventures (2008, LucasArts)
- Lego Indiana Jones 2: The Adventure Continues (2009, LucasArts)
- Indiana Jones and the Staff of Kings (2009, LucasArts)
- Indiana Jones and the Lost Puzzles (2009, THQ)
- Indiana Jones Adventure World (2011, Zynga)

### Індіана Джонс: У пошуках втраченого ковчега

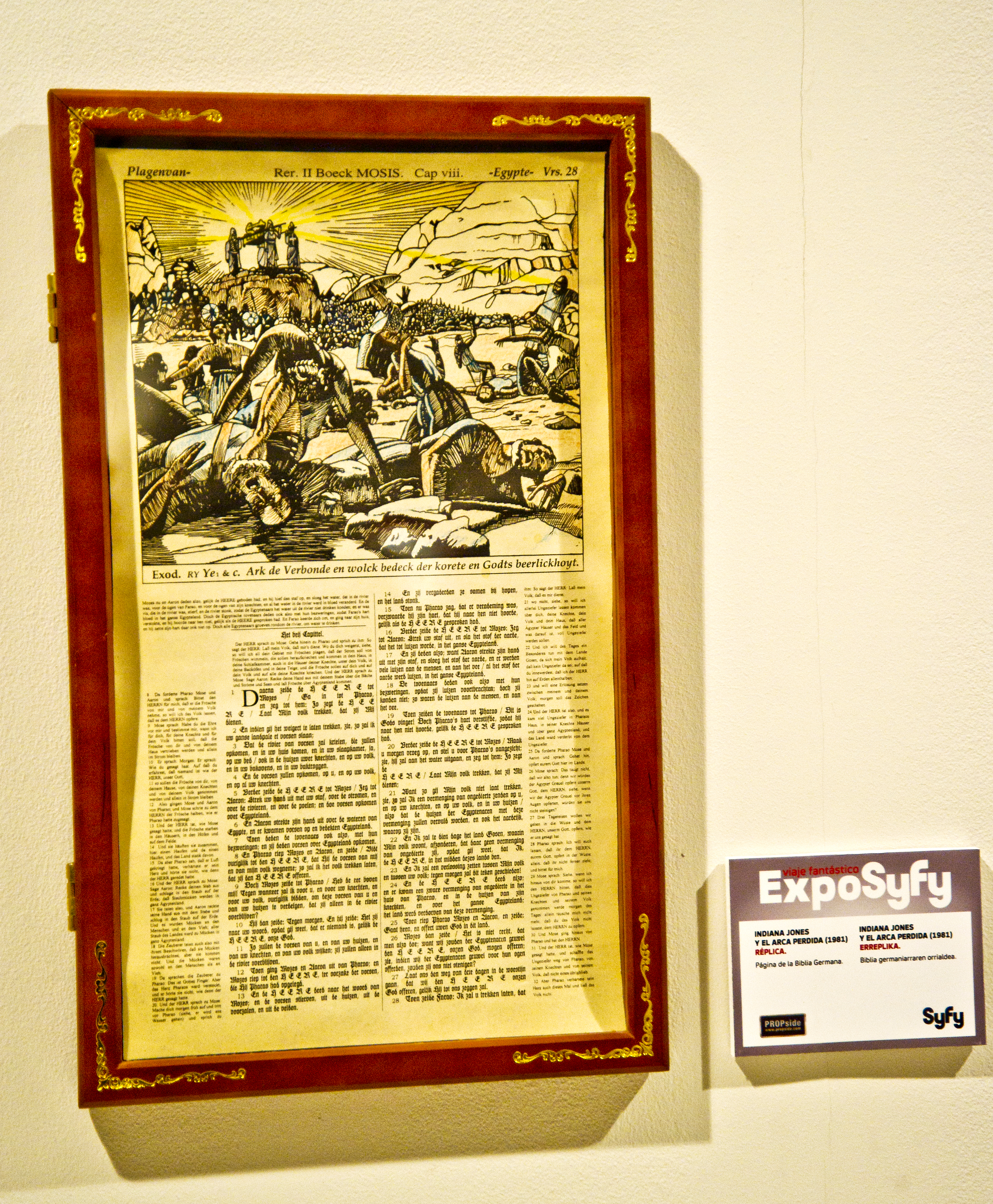
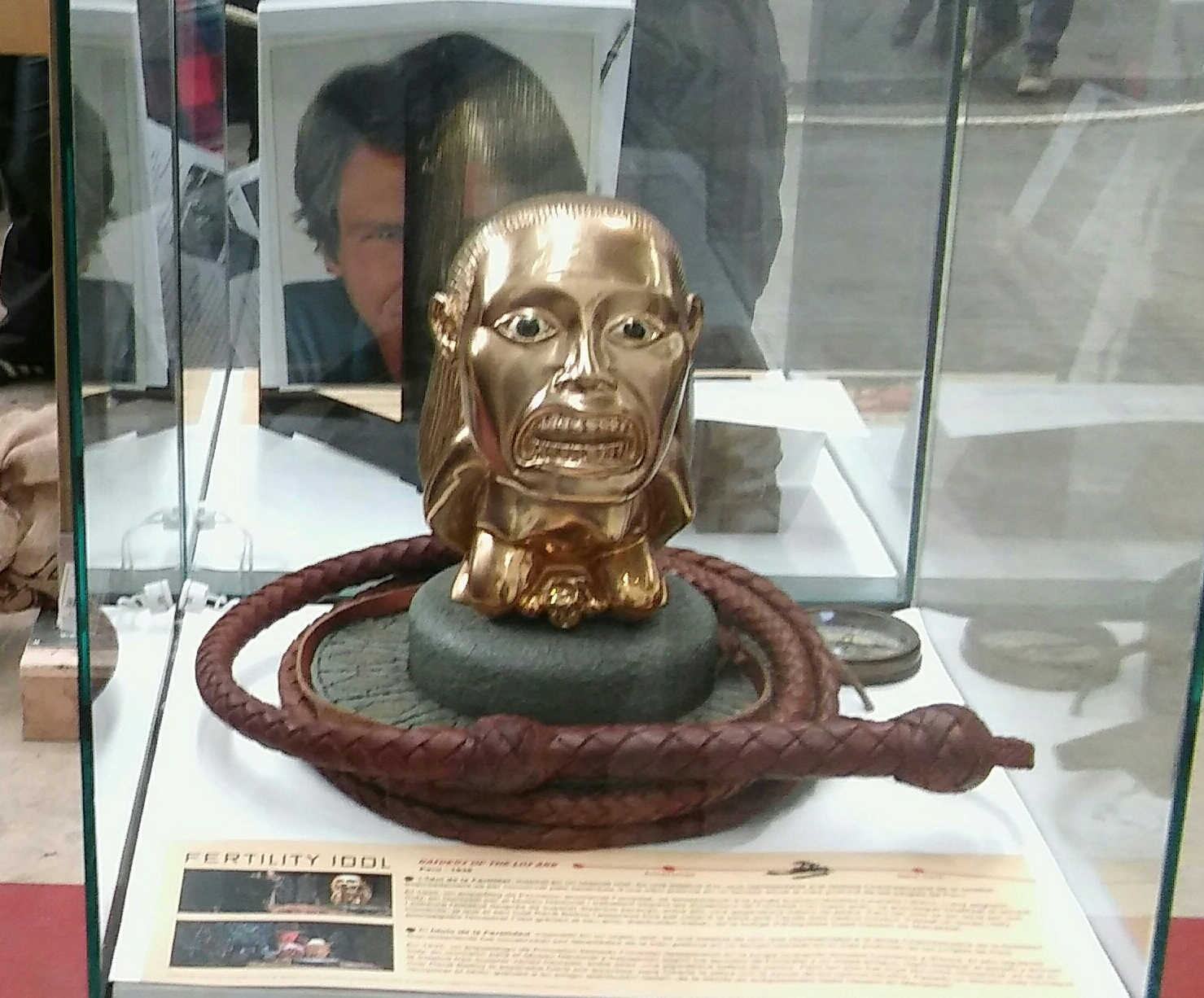

### Індіана Джонс і Храм Долі

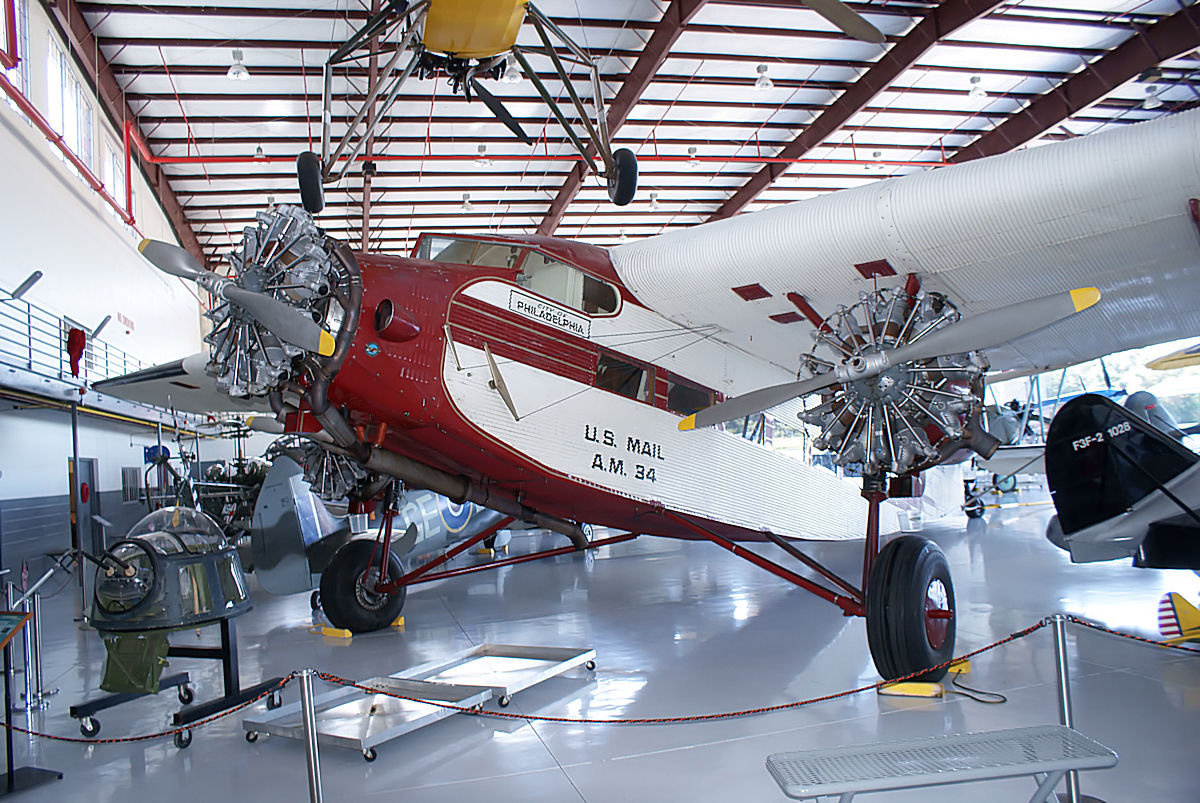
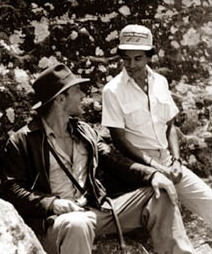

### Індіана Джонс і останній хрестовий похід

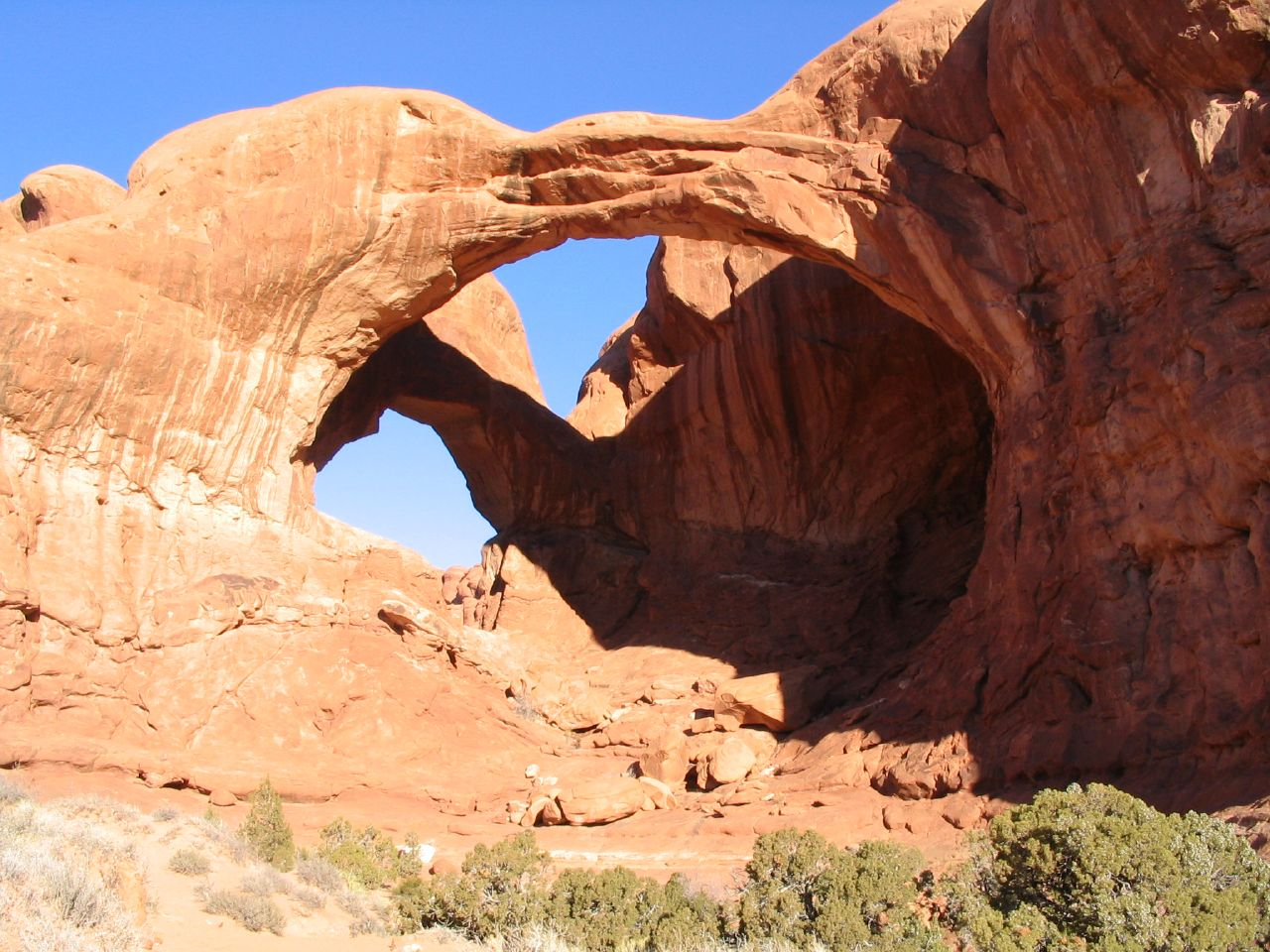
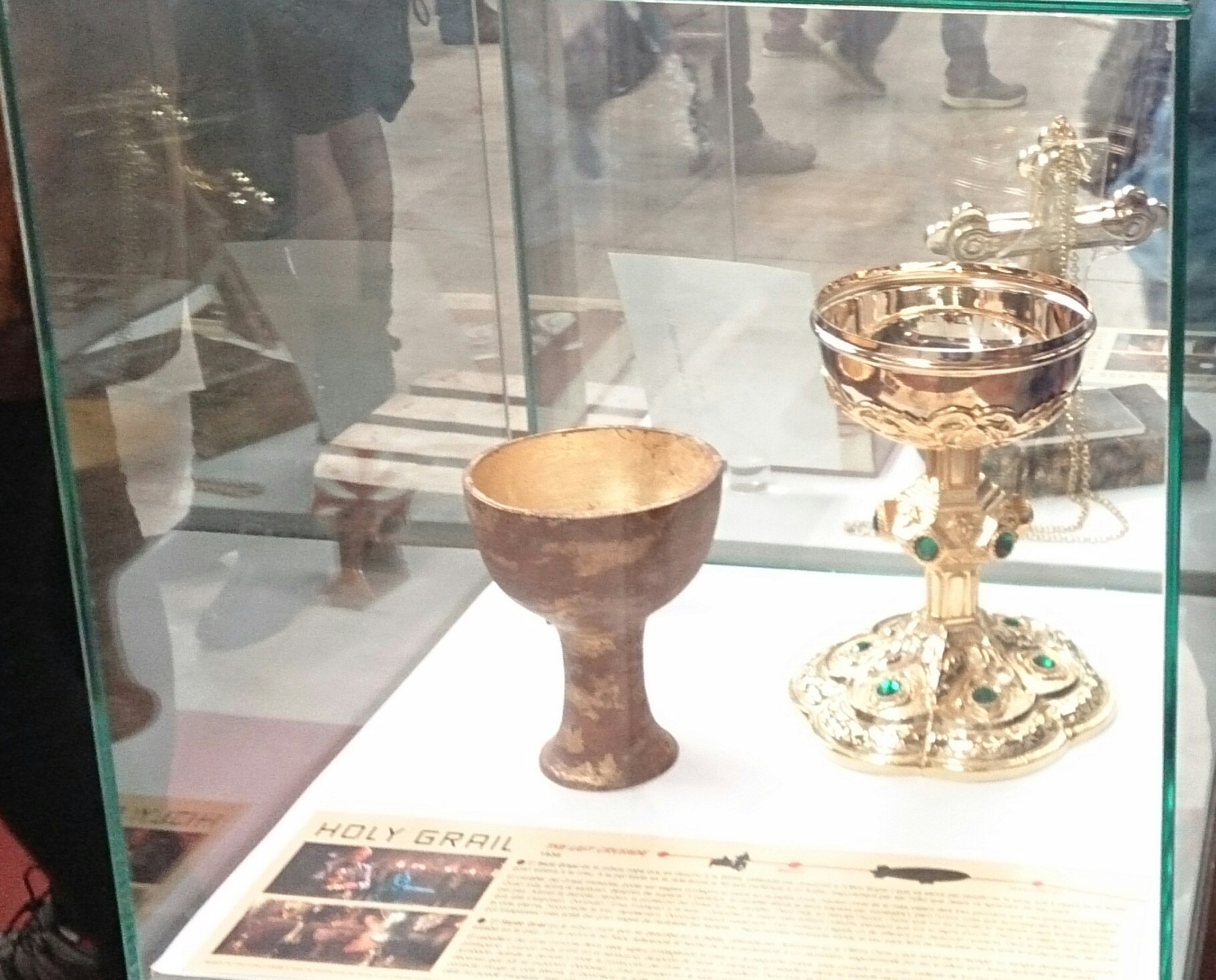

### Індіана Джонс і Королівство кришталевого черепа

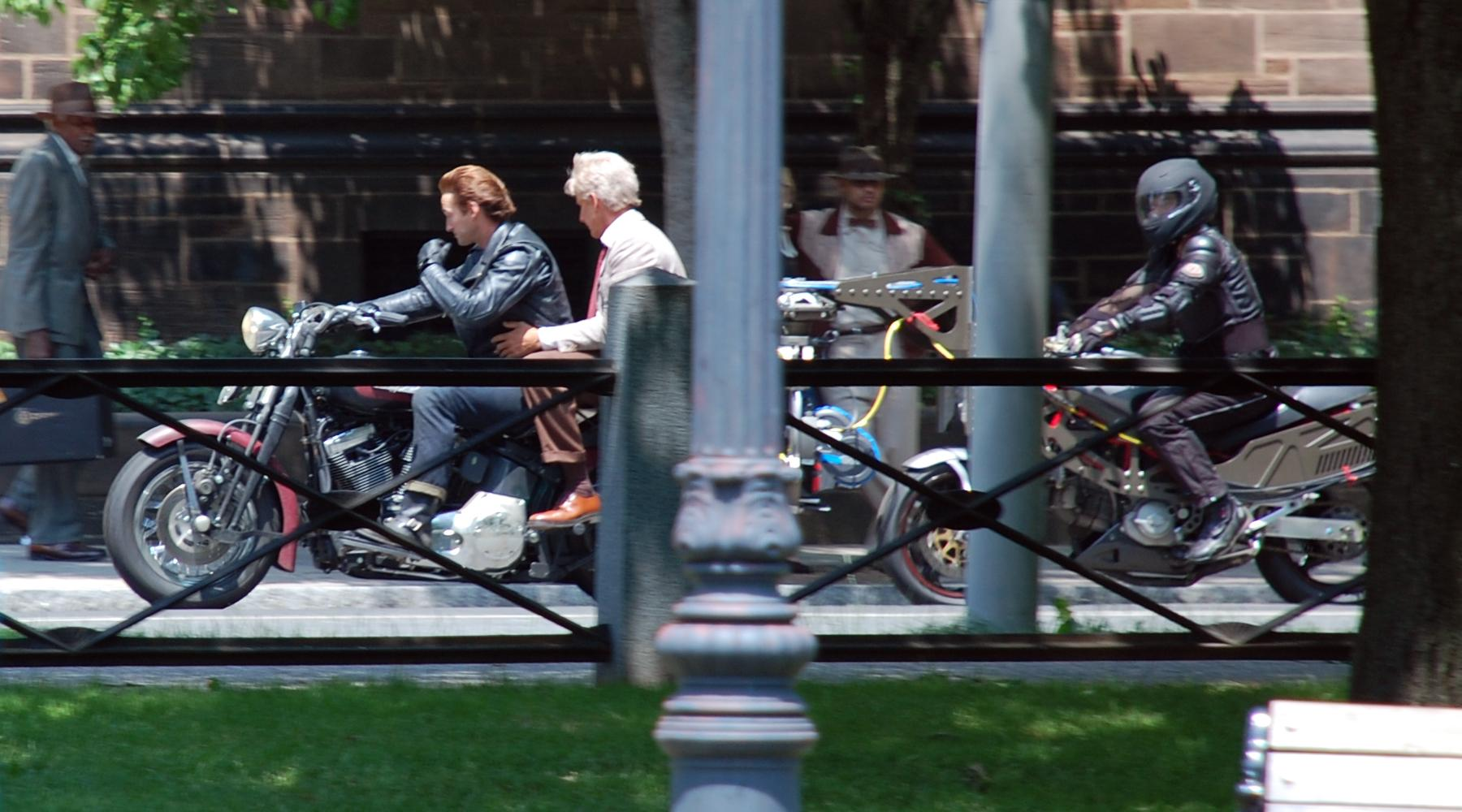
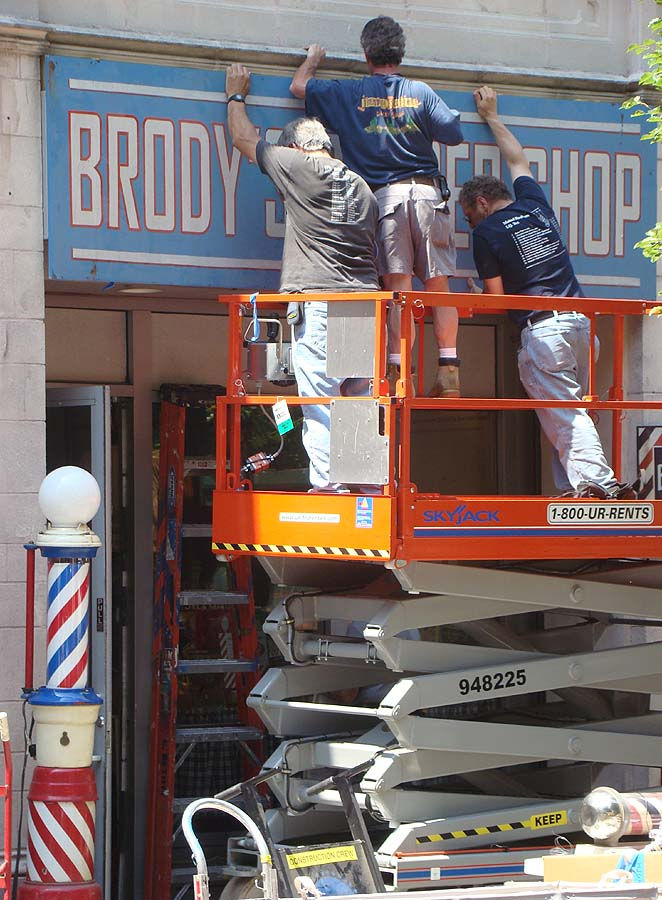
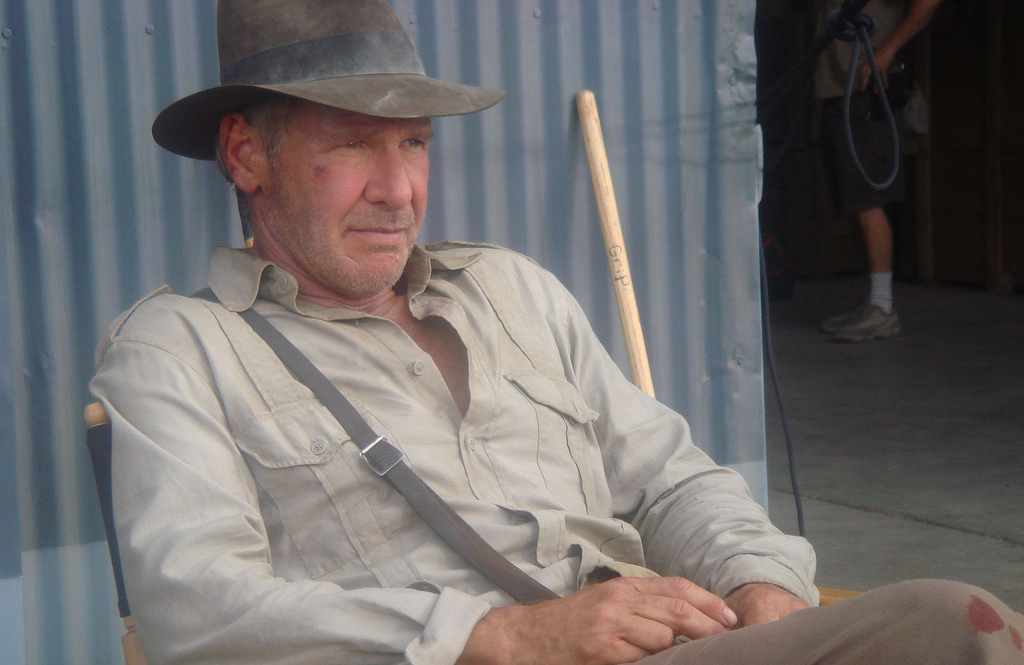